# El Show de Huckleberry Hound
El Show de Huckleberry Hound fue la segunda serie de los estudios Hanna-Barbera hecha exclusivamente para televisión después de Ruff y Reddy. La serie contó con cuatro temporadas que se emitieron originalmente desde el 29 de septiembre de 1958 hasta el 1 de diciembre de 1961.
El programa constaba de tres segmentos: uno protagonizado por Huckleberry Hound, otro por el Oso Yogui y su amigo el Oso Bubu y otro por Pixie, Dixie y el gato Jinks. Como el Oso Yogui era más popular que Huckleberry, obtuvo su propio programa en 1961, fue remplazado en el show por el lobo Hokey en la tercera temporada (1960).
En 1961 fue la primera serie en ganar un premio Emmy. El Show de Huckleberry Hound fue, tal vez, la serie que hizo realmente famoso a los estudios Hanna-Barbera.

## Formato
La serie contó con tres caricaturas de siete minutos, animados especialmente para televisión. La primera siempre era protagonizada por Huckleberry y las otras dos por otros personajes. La serie fue distribuida en un principio por Screen Gems, luego por Worldvision Enterprises y luego por Turner Program Services, por último la distribuyó Warner Bros. Television.

## Personajes
Cada segmento contaba con uno o dos personajes que actuaban como dúo y numerosos personajes de soporte.

### Huckleberry Hound
La voz de Huck era interpretada por Daws Butler, la cual ya se había usado para el personaje del perro Reddy en el Show de Ruff y Reddy y otros personajes de la MGM. Butler dice que se basó en el vecino de su esposa ya que habló con él, cuando visitó Carolina del Norte.[cita requerida]

### Oso Yogui
La voz de este personaje fue la de Daws Butler en un principio y luego la de Greg Burson.

### Pixie, Dixie y el gato Jinks
Pixie fue interpretado por Don Messick, y Dixie y el gato Jinks fueron interpretados por Daws Butler.

### El lobo Hokey
El lobo Hokey fue interpretado por Daws Butler y Danielín fue interpretado por Doug Young.

## Episodios
La serie consta en total con 62 episodios emitidos en cuatro temporadas, desde 1958 a 1961. En la primera se emitieron 26 episodios de los cuales cuatro son repetidos. Los 11 primeros episodios se emitieron en el año 1958, siendo tan solo uno repetido. Los 15 restantes se emitieron en 1959. La segunda temporada emitió catorce episodios, de los cuales se repitió tan sólo el último. Todos ellos fueron emitidos en el año 1959. En la tercera temporada se emitieron 13, de los cuales el primero se emitió en 1959 y el resto en 1960. En la cuarta a partir del año 1961, tan solo 9. Los capítulos iban en paralelo con los episodios de Pixie, Dixie y el gato Jinks y el Oso Yogui. Sin embargo, el Oso Yogui tan sólo estuvo en antena hasta el final de la segunda temporada del Show de Huckleberry Hound y fue substituido por el lobo Hokey.
1. ª temporada:
  1. Huckleberry Hound Meets Wee Willy // Huckleberry Hound contra Wee Billy : Un gorila llamado Wee Willy se ha escapado y el oficial de policía Huckleberry Hound tendrá que detenerlo.
  2. Lion hearted Huck // Huck corazón de León: Huck en esta ocasión se ha trasladado a África a cazar leones.
  3. Tricky Trapper // El poderoso Pierre
  4. Sir Huckleberry Hound // Sir Huckleberry Hound: En la Inglaterra antigua, Huckleberry Hound intentará liberar a una damisela encerrada en una torre.
  5. Sheriff Huckleberry // Capturando a diminuto Dalton: El Sheriff Huck ha recibido la orden de encerrar al Bandido Dalton. Según él cree, es un hombre pequeñito y fácil de capturar, pero se ha de llevar una gran sorpresa.
  6. Rustler Hustler Huck // El cuatrero El granjero Huck cuida sus vacas de un cuatrero
  7. Freway Patrol // El patrullero Huck: En esta ocasión Huck es un guardia de carreteras.
  8. Cock-A Doodle Huck // Astuto Zorro: Como granjero, Huck tiene que proteger a sus pollos de una vieja zorra.
  9. Two Corny Crows // Cuervos madrugadores: En esta ocasión debe de proteger su cosecha de maíz de dos cuervos.
    1. Reposición de un capítulo de Huckleberry Hound

  10. Fireman Huck // Huck, Bombero de gatos
  11. Dragon-Slayer Huck // Huck , matador de Dragones 1958
    1. Reposición de un capítulo de Huckleberry Hound

  12. Hookey Daze //El guardián infantil Huck: Huckleberry deberá encargarse de dos pequeños gemelos de gran agresividad. En esta ocasión su paciencia e integridad física se verán seriamente comprometidas. 1959
  13. Skeeter Trouble // Mosquitos estorbosos: Huck se la ve con  este molesto insecto.  
    1. Reposición de un capítulo de Huckleberry Hound

  14. Sheep-Shape Sheepshearer // (Un lobo con piel de oveja: Huck se dedica a proteger a sus ovejas de un astuto lobo.  
  15. Barbecue Hound // La barbacoa de Huck
    1. Reposición de un capítulo de Huckleberry Hound

  16. Hokum Smokum // Huckleberry Hound Vs. Coyote Loco: Huck le cuenta a su chozno su combate con los indios.
  17. Bird House Blues // El Blues de la casita de pájaros:
  18. Postman Panic // El cartero Huck: Huck intentará por todos los medios entregar el correo aunque las mascotas de las casas se lo pongan difícil.
  19. Ski Champ Chump // La carrera en esquís
  20. Lion Tamer Huck // Huck Domador de leones
  21. Little Red Riding Huck // Caperucita Roja: Huck se encuentra con Caperucita Roja y se propone intervenir. Pero el lobo no se lo pondrá fácil.
  22. The Tough Little Termite //La casa de las termitas.
2. ª temporada:
  1. Grim Pilgrim // Primitivo Huckleberry
  2. Ten Pin Alley // Jugando boliche
  3. Jolly Roger And Out // El almirante Horacio Nelson Huckleberry
  4. Notingham And Yeggs // Las aventuras de Robin Huck
  5. Somebody's Lion // La captura del león Le Roy
  6. Cop And Saucer //El platillo volador (Juego de palabras por cup y saucer, taza y platito)
  7. Pony Boy Huck // Huck, jinete de correos
  8. A Bully Dog // El mensajero Huck
  9. Huck The Giant Killer // Huck, matagigantes
  10. Pet Vet //Huck, el veterinario
  11. Picadilly Dilly //
  12. Wiki Waki Huck // Huck en Hawai
  13. Huck's Hack // Huck, chofer de taxi
    1. Reposición de un capítulo de Huckleberry Hound
3. ª temporada
  1. Spud Dud //La papa gigante
  2. Legion Bound Hound // La legión extranjera 1960
  3. Science Friction // Ciencia y Fricción
  4. Nutts Over Mutts // Un día en la vida del perrero
  5. Knight School // Huck en la corte del rey Arturo
  6. Huck Hound's Tale //El regreso de Coyote Loco
  7. The Unmasked Avenger // El emplumado púrpura
  8. Hillbilly Huck //Enemistad sureña 
  9. Fast Gun Huck // El más rápido tirador del Oeste
  10. Astro-nut Huck // El astronauta Huck
  11. Huck And Ladder // Un gorila indeciso
  12. Lawman Huck // El delegado Huck
  13. Cluck And Dagger // El hombre de las mil caras 1960
4. ª temporada
  1. Caveman Huck // El cavernario Huck 1961
  2. Huck Of The Irish // El hombre de la cámara
  3. Jungle Bungle // Huck de la selva
  4. Bullfighter Huck // El torero Huck
  5. Ben Huck // Ben Huck
  6. El gendarme de París // Huck Du Parée
  7. Bars And Stripes // El alcaide Huck
  8. Scrubby Brush Man // El vendedor de cepillos
  9. Two For Tee Vee // Huck, el mecánico

## DVD
El 15 de noviembre de 2005 Warner Home Video lanzó en zona 1 el DVD de "El Show de Huckleberry Hound vol.1" donde se encuentran los primeros 26 episodios de la serie. Los otros 31 episodios todavía no se han lanzado a la venta.